# フォンテラ
フォンテラ（Fonterra Co-operative Group Limited）は、ニュージーランドの乳業会社。本社はオークランド。S&P/NZX 50構成銘柄。

## 概要
2001年7月、国際市場での競争力強化のため「キーウィ酪農協同組合」（1908年設立）、「ニュージーランド酪農評議会」（1961年設立、起源は1923年）、「ニュージーランド酪農グループ」（起源は1919年）の3協同組合は合併し、同年10月に「フォンテラ」(Fonterra)を新設した。協同組合方式を採用し約10,500の酪農家に所有されている。ニュージーランドの国内総生産（GDP)の約2.8%、輸出額の約25%を占める国内最大の組織である。株式はニュージーランド証券取引所(NZX)に上場されており、NZXの代表的な50銘柄を示す「NZX50」の1銘柄に採用されている。
ニュージーランド国内で年間約160億リットルの生乳生産量を持ち、全世界で年間約220億リットルの生乳生産量を持つ。乳製品会社としては世界第4位の規模を持つ。海外との合弁や連携事業を活発に展開し140を超える国と地域にNZMPブランドの乳製品の輸出している。ロシアや南米などの新興国への営業活動を活発に展開している。
組合組織は13名の理事が法人としての最高決定権とCEOの選出を行う。組合の最高責任者は会長が務め、2012年7月よりジョン・ウィルソン（マッセー大学農学士）が会長を務める。業務上の最高責任者はCEOが務め、2011年9月よりオランダ出身のセオ・スピアリングス（元ロイヤル・フリーズランド・フーズCEO代理、グラスゴー大学MBA）が務める。2013年9月からスイス出身のルーカス・パラヴィチーニ（元ネスレ副社長、チューリッヒ大学卒）がCFOに就任。取締役会は多国籍の人材で構成されている。

## ブランド

### 主力ブランド

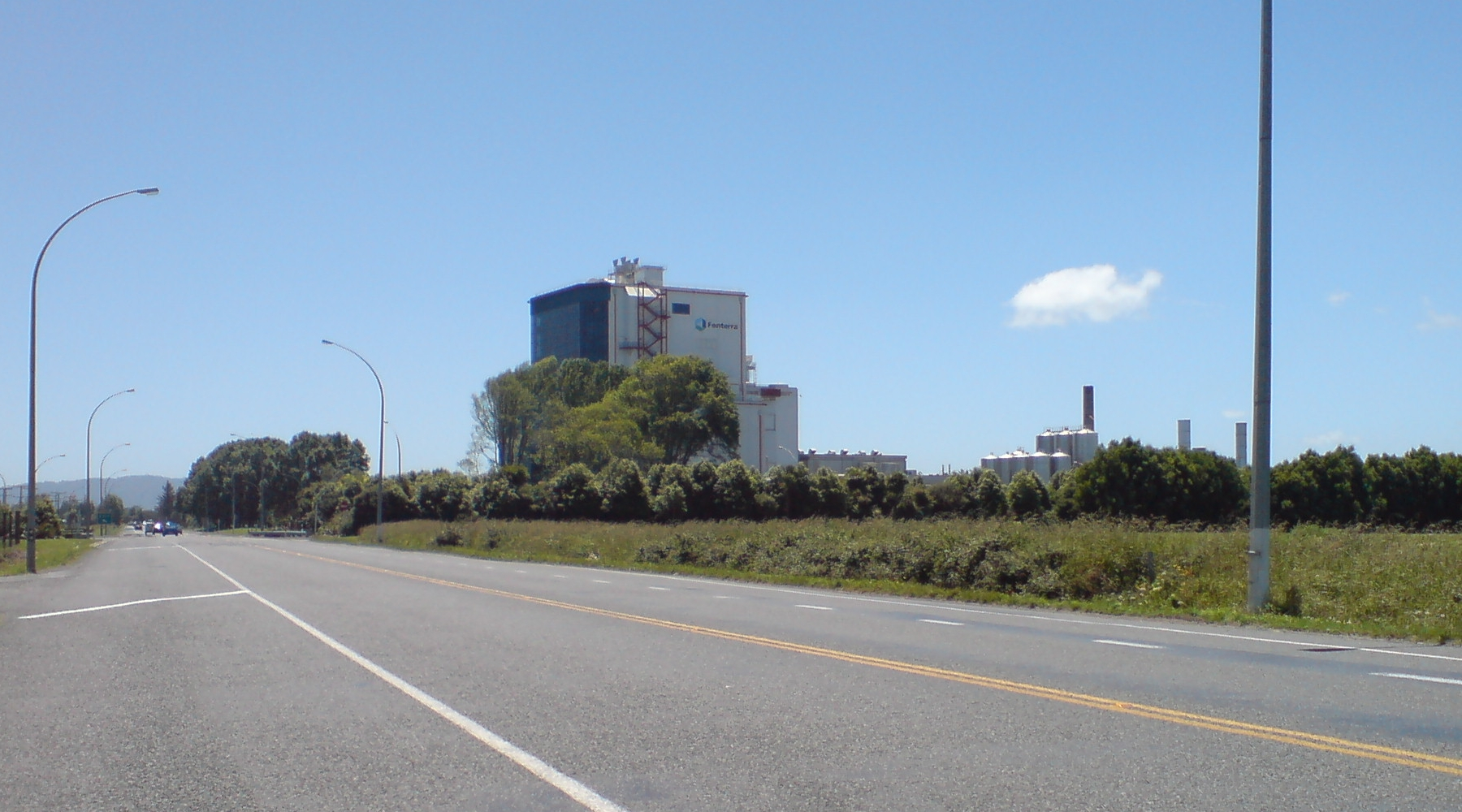
ニュージーランド・ハミルトンのフォンテラ乳製品工場

- Anchor（牛乳、チーズ、バター）
- Tip Top（アイスクリーム）
- Anlene（牛乳、ヨーグルト）
- Anmum（粉ミルク）
- Mainland（チーズ）

### 国内ブランド
- Anchor（乳製品）
- Anlene
- Tip Top and Kapiti（アイスクリーム）
- Country Goodness
- Yoghurt-2-Go、De Winkel、Fresh and Fruity、Metchnikoff, and Slimmers Choice （ヨーグルト）
- Anchor Calcium
- Primo（フレーバー・ミルク）
- Mainland、Kapiti、Ferndale and Galaxy（チーズ）

### オーストラリアブランド
- Brownes Calcium Plus[1]
- Begaチーズ[2]
- Peters and Brownes
- Riverina Fresh